# Острови Святої Марії
Острови Святої Марії (малаял. സെന്റ് മേരീസ് ദ്വീപുകൾ, гінді सन्तमेरीद्वीपस्य स्तम्भरचनाः), також відомі як Кокосові острови і Тонсепар — чотири невеликих острови в Аравійському морі, біля узбережжя Мальпе в Удупі, штат Карнатака в Індії. Вони відомі своїм незвичним геологічними утвореннями у вигляді колоноподібної ріолітової лави (на фото).
Згідно даних наукових досліджень, базальти островів Святої Марії були сформовані внаслідок субаеральної субвулканічної діяльності, ще в ті часи, коли острів Мадагаскар складав з Індійським субконтинентом одне ціле. Розкол між Індостаном і Мадагаскаром відбувся близько 88 мільйонів років тому.
Стовпчасті ріолітові лави тут утворюють одну з чотирьох геологічних пам'яток штату Карнатака і входять до складу одного із 32 національних геологічних пам'ятників Індії, оголошених Геологічною службою Індії в 2016 році для їх захисту, підтримання та сприяння розвитку геотуризму. Пам'ятка вважається важливим геотуристичним об'єктом.

## Історія
У 1498 році Васко да Гама висадився на островах Святої Марії під час його першої подорожі до Індії. Португальці встановили на одному з островів падран «Святої Марії» (порт. Padrão de Santa Maria) з хрестом і гербом Португальського королівства. Саме від імені цього падрана острови отримали свою сучасну назву.

## Географія та топографія

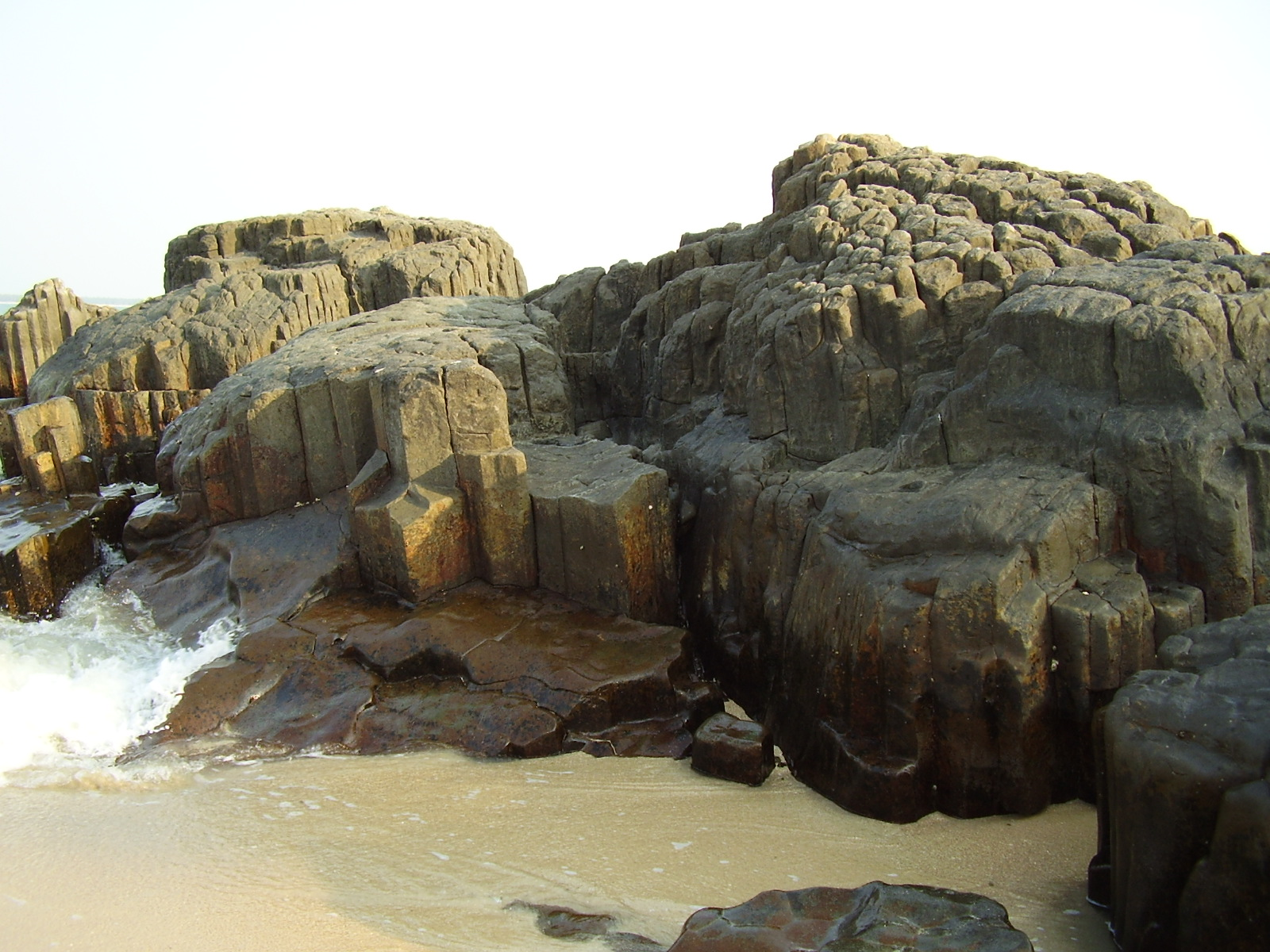
Вид базальтового гірського утворення на островах Св. Марії

З чотирьох островів, лише на північному є характерні шестикутні базальтові гірські породи, єдині такого типу в Індії. Розміри острова складають близько 500 на 100 метрів. Острови вкриті кокосовими пальмами, що дали островам їх друг назву — Кокосові острови. Усі острови безлюдні.
Острівці, розташовані утворюють неперервний ланцюг з півночі на південь. Чотири найбільші острови — Кокосовий, Північний, Дар'ябахадургарх та Південний.
Острови розташовані паралельно береговій лінії і їх структура розглядається як підтвердження явища підняття західного узбережжя Індії. Тераси, сформовані на островах і підняти пляжні осади разом із даними припливів на Пляжі мертвих устриць у Сураткалі (далі на південь від островів) вважаються наслідком зареєстрованого падіння рівня моря приблизно на 1 мм/на рік.

## Доступ до островів

#### Інформація про відвідувачів
Єдиний спосіб дістатися до островів — на човні. Катери відходять від пляжу Мальпе в 6 км від міста Удупі і курсують із частотою кожні 20 хв. Існує також регулярне поромне сполучення між островами і рибальською гаванню Мальпе.
На островах відсутні будівлі чи магазини. Домашніх тварин теж немає. На березі і в глибині островів є лише криті бесідки з парковими лавками.

## Галерея

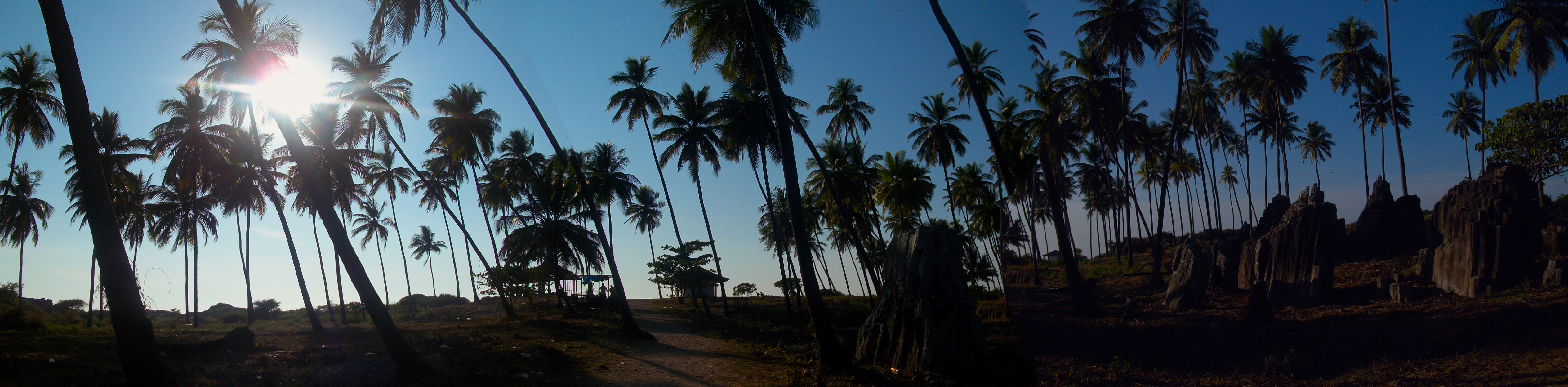
Панорамний вид на пальми на острові Сент-Мері